# آذرخش‌ددان اروگوئه
آذرخش‌ددان اروگوئه(نام علمی: Uruguaytherium) نام یک سرده از تیره آذرخش‌ددان است.